# 孟州市
孟州市（もうしゅうし）は、中華人民共和国河南省焦作市に位置する県級市。

## 行政区画
- 街道:大定街道、会昌街道、河雍街道、河陽街道
- 鎮:化工鎮、南荘鎮、城伯鎮、穀旦鎮、趙和鎮、西虢鎮
- 郷:槐樹郷